# Georgi Najdenov
Georgi Spirov Najdenov (21. prosince 1931, Sofie – 28. května 1970, Damašek) byl bulharský fotbalista.

## Fotbalová kariéra
Chytal za Červeno Zname Sofie, Spartak Sofie a PFK CSKA Sofia. S CSKA vyhrál 8× ligu.
Za Bulharsko chytal 51 zápasů. Byl na OH 1956, kde získal bronz, a na MS 1962 a 1966.

## Úspěchy

### Klub
CSKA Sofie
- Bulharská liga (8): 1955, 1956, 1957, 1958, 1959, 1960, 1961, 1962
- Bulharský pohár (3): 1955, 1961, 1965

### Reprezentace
Bulharsko
- 3. místo na OH: 1956

### Individuální
- Bulharský fotbalista roku (1): 1961